# Webber, Kansas
Webber là một thành phố thuộc quận Jewell, tiểu bang Kansas, Hoa Kỳ. Năm 2010, dân số của xã này là 25 người.

## Dân số
Dân số các năm:
- Năm 2000: 37 người
- Năm 2010: 25 người